# Santa Coloma de Burguet
Santa Coloma de Burguet és una església de Senterada (Pallars Jussà) inclosa a l'Inventari del Patrimoni Arquitectònic de Catalunya.

## Descripció
Església petita d'una sola nau, aïllada, amb accés i façana principal a llevant, és de planta rectangular. La porta és senzilla, amb llinda de maçoneria i petit rosetó per a il·luminació de l'interior. Un campanar de cadireta amb dos arcs i campanes remata el conjunt. La coberta té un ràfec de lloses i és a dues vessants.

## Història
La quadra de Burguet devia haver format part, cap al 1718, de la Baronia de Bellera, sota el domini dels barons de Sant Vicenç.